# موسیقی رقص (فیلم)
«موسیقی رقص» (انگلیسی: Dance Music (film)) فیلمی در ژانر درام است که در سال ۱۹۳۵ منتشر شد. از بازیگران آن می‌توان به گاستی هوبر و گئورگ الکساندر اشاره کرد.